# Jebel Amour
El jebel Amur (árabe : جبال العمور) es una cadena montañasa de Argelia ubicada en el centro del país y que constituye una parte de Atlas sahariano.

## Toponimia
El jebel Amur se llamaba en la Edad Media  jebel Rached.  Debe su nombre actual a la tribu árabe beduina de los Amours

## Geografía

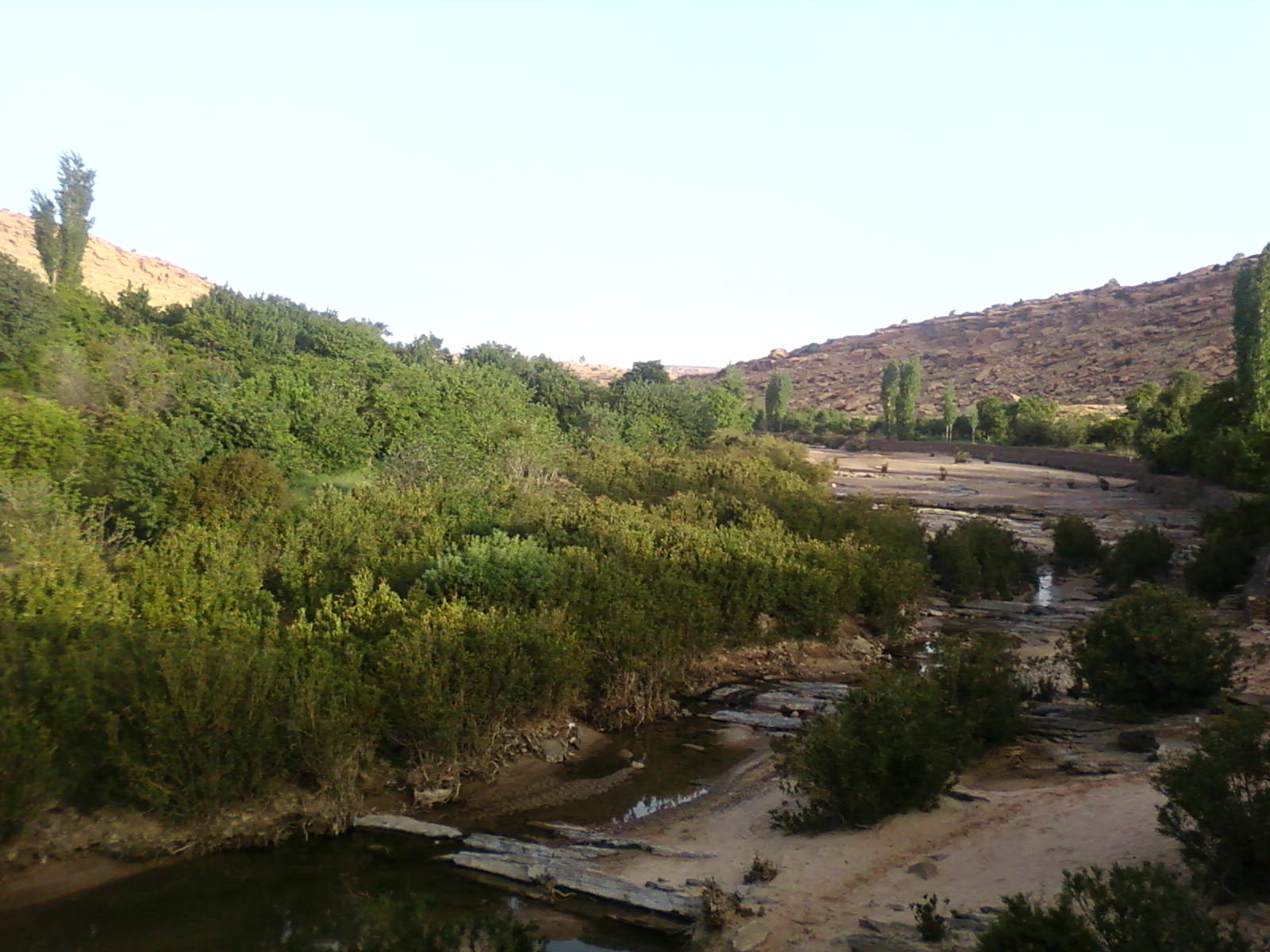
Uadi en El Ghicha

El jjebel Amour forma parte del Atlas sahariano. Está ubicado entre los Montes de Ksour al oeste y los Ouled Naïl al este, pero es difícil de definir sus límites.
Se extiende sobre un centenar de kilómetros de longitud, del suroeste al noreste, con una anchura de 60 kilómetros, entre el Sáhara al sur y los Altiplanos al norte. Alterna superficies tabulares y valles profundos.
El jebel Amour es donde más llueve  de los macizos del Atlas sahariano; las precipitaciones son entre 300 y 400 mm por año, la parte central recibe más de 500 mm. Es igualmente rico en fuentes, en uadis, huertas y bosques claros sobre las cumbres donde viven todavía especies escasas como ciertas rapaces y el muflon.

## Picos
Las montañas de la Cordillera de Amour tienen altitudes promedio entre 1400 y 2000 m. La cumbre más alta de la cordillera es el Jebel Ksel, que se encuentra a una altitud de 2.008 m.
Otro notables picos son:
- 1,721 m  Guern Arif (جبل قرن عريف)
- 1,707 m  Monte Sidi Okba (جبل سيدي عقبة)
- 1,706 m  Monte Gourou (جبل قورو)
- 1,686 m  Oum El Guedour (أم القدور)
- 1,503 m  Kef Sidi Bouzid (كاف سيدي بوزيد).

## Poblaciones

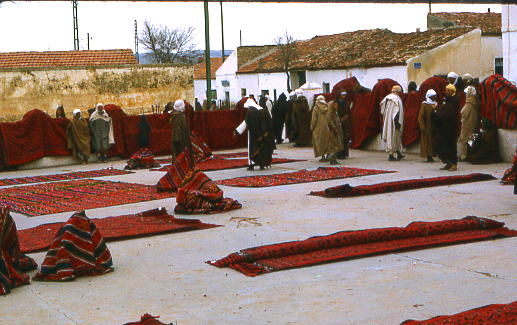
Mercado de alfombras de Aflou en 1973

Región totalmente arabófona el jebel Amour es el territorio de la tribu árabe de los Amours. Es durante el siglo  XIII, cuando una de las principales fracciones de los Amours comienza a penetrar en el macizo. Vencen y asimilan a los  antiguos ocupantes Bereberes zenetes seminómadas, los Maghrawa beni Sinjas que habían desalojado antes a los Beni Rached (los primeros ocupantes que se conocen.
Los pueblos y las tierras cultivadas eran, antaño, numerosos ; quedan todavía hoy  numerosos vestigios y algunos Ksar  están todavía  habitados Los Agalet que ocupan hoy la vertiente norte y las estepas que le suceden  pasan por ser  los descendientes de una parte de los Beni Rached que no habrían emigrado..
Practicando la pastoricia y también con los caballos, los Amours eran antaño nómadas y algunos lo son todavía, y se desplazan en periodo estival hacia las llanuras de Norte. Los Amours, convertidos en seminómadas montañeses cuando ocuparon el macizo, están hoy prácticamente sedentarizados; nuevos pueblos se construyeron en la llanura y las aglomeraciones de origen administrativo se han extendido. Aflou es la principal aglomeración y juega el papel  capital. En torno a esta ciudad se multiplican las huertas, los campos de  cereales y  legumbres que se localizan a lo largo de los caminos.[1]
La región es conocida igualmente por la fabricación de alfombras de lana de calidad  (frāš). Guy de Maupassant hace referencia en dos ocasiones en su noticia Allouma.